# ياسر عرمان
ياسر سعيد عرمان (مواليد 1961 ولاية الجزيرة، السودان) سياسي سوداني وهو نائب الأمين العام للحركة الشعبية لتحرير السودان لقطاع الشمال وكان مرشحا من قبل الحركة الشعبية للانتخابات الرئاسية التي جرت في السودان في أبريل 2010، إلا أنه انسحب من السباق الرئاسي وتعين لاحقا عقب الاحتجاجات السودانية 2018-19 مستشارا سياسيا لرئيس الوزراء عبد الله حمدوك.
يعد عرمان أيضا من القيادات التي ساهمت في صياغة وتوقيع اتفاقية نيفاشا للسلام الشامل التي أنهت الحرب بين شمال السودان وجنوبه عام 2005. والتي حملته إلى البرلمان ضمن حصة الحركة فصار رئيسا لكتلتها البرلمانية.
كان ياسر عرمان من كوادر الحزب الشيوعي السوداني الذي انضم اليه في منتصف السبعينات وغادره 1986 م منضما إلى الحركة الشعبية بعد أن اتهم في قضية مقتل اثنين من زملائه الإسلاميين بجامعة القاهرة فرع الخرطوم سابقا والتي تعرف الآن باسم جامعة النيلين التي كان يدرس بها القانون، وتمت تبرئته من التهم وأطلق سراحه.
اعتقل ياسر عرمان في ديسمبر 2009 برفقة عدد من قادة الحركة لبعض الوقت إثر محاولتهم تسيير مظاهرة في الخرطوم احتجاجا على تأخير إجازة قوانين في البرلمان السوداني.
في إطار تطور المشهد السياسي السوداني، انخرط عرمان في تأسيس تنظيمات سياسية جديدة، منها "تقدم" و"صمود"، بهدف تعزيز التحول الديمقراطي وتحقيق السلام المستدام في البلاد. وفيما يتعلق بموقفه من قوات الدعم السريع، أكد عرمان في تصريحات له أنهم لا يسعون للعودة إلى السلطة عبر "بندقية" قوات الدعم السريع أو القوات المسلحة، مما يشير إلى موقفه الداعم للحلول السياسية والسلمية بعيدًا عن العنف.

## بداياته
عرمان ينتمي إلى قبيلة الجعليين العربية في شمال السودان ولد في مدينة طابت بولاية الجزيرة  وانضم منذ وقت مبكر ما بين 1983 و 1986 إلى صفوف الحركة الشعبية لتحرير السودان، وحاز عرمان على ثقة الزعيم السابق جون قرنق في وقت مبكر من انضمامه إلى الحركة الشعبية وأصبح قائداً عسكرياً ومتحدثاً رسمياً باسمها ، وهو يحظى بدعم عدد كبير من الأدباء والمثقفين ويعتبر من أبرز الداعيين إلى الوحدة ونبذ العنصرية.

## حياته الشخصية
هو متزوج من ابنة السلطان دينق مجوك من السلاطين المحليين في جنوب السودان ولهما ابنتان.محرر المهمشين، ساهم بقدر كبير في تحرير (استقلال) جنوب السودان، ومازال يحاول تحرير بقية المهمشين في المنطقتين ودارفور بدليل مطالبته بالحكم الذاتي والإبقاء على جيشه بعد توقيع إتفاقية سلام مع الحكومة. الإبقاء على جيشه أيضاً لتنفيذ ديموقراطية «الهجمة والنجمة». من ليس معنا (النجمة)فهو ضدنا (الهجمة).المذكور يستحق تكريم الجنوبيين له بنصب تمثال (صغير) يمين تمثال الزعيم قرنق.

## انظر ايضاً
- دينق ألور
- لام أكول

## وصلات خارجية
- yasirarman.net